# Beluša
Beluša (Hongaars: Bellus) is een Slowaakse gemeente in de regio Trenčín, en maakt deel uit van het district Púchov.
Beluša telt 6.041 inwoners.